# Шан сир Барс
Шан сир Барс (фр. Champ-sur-Barse) насеље је и општина у североисточној Француској у региону Шампањ-Арден, у департману Об која припада префектури Бар сир Об.
По подацима из 2011. године у општини је живело 31 становника, а густина насељености је износила 4,35 становника/km². Општина се простире на површини од 7,12 km². Налази се на средњој надморској висини од 152 метара.

## Демографија
| 1962. | 1968. | 1975. | 1982. | 1990. | 1999. | 2011. |
| ----- | ----- | ----- | ----- | ----- | ----- | ----- |
| 31    | 42    | 43    | 46    | 45    | 34    | 31    |

График промене броја становника у току последњих година